# Campionati europei di ciclismo su pista 2020 - Velocità femminile
La velocità femminile ai Campionati europei di ciclismo su pista 2020 si è svolta il 12 e 13 novembre 2020 presso il velodromo Kolodruma di Plovdiv, in Bulgaria.

## Podio
| Pos.    | Atleta            | Nazionalità |
| ------- | ----------------- | ----------- |
| Oro     | Anastasia Voynova | Russia      |
| Argento | Dar'ja Šmelëva    | Russia      |
| Bronzo  | Olena Starikova   | Ucraina     |

## Risultati

### Qualifiche
I migliori tre tempi si qualificano direttamente ai quarti di finale, le restanti atlete accedono agli ottavi di finale.
| Posizione | Atleta               | Nazione       | Tempo  | Gap    | Note |
| --------- | -------------------- | ------------- | ------ | ------ | ---- |
| 1         | Dar'ja Šmelëva       | Russia        | 10.612 |        | Q    |
| 2         | Olena Starikova      | Ucraina       | 10.777 | +0.165 | Q    |
| 3         | Anastasia Voynova    | Russia        | 10.875 | +0.263 | Q    |
| 4         | Migle Marozaite      | Lituania      | 10.955 | +0.343 | q    |
| 5         | Miriam Vece          | Italia        | 10.977 | +0.365 | q    |
| 6         | Simona Krupeckaitė   | Lituania      | 10.983 | +0.371 | q    |
| 7         | Sophie Capewell      | Gran Bretagna | 11.009 | +0.397 | q    |
| 8         | Katy Marchant        | Gran Bretagna | 11.054 | +0.442 | q    |
| 9         | Lyubov Basova        | Ucraina       | 11.223 | +0.611 | q    |
| 10        | Sara Kankovska       | Rep. Ceca     | 11.249 | +0.637 | q    |
| 11        | Helena Casas         | Spagna        | 11.314 | +0.702 | q    |
| 12        | Elena Bissolati      | Italia        | 11.381 | +0.769 | q    |
| 13        | Veronika Jabornikova | Rep. Ceca     | 11.402 | +0.790 | q    |

### Ottavi di finale
Le vincitrici di ogni batteria si qualificano per i quarti di finale
| Batteria | Posizione | Atleta               | Nazione       | Tempo  | Note |
| -------- | --------- | -------------------- | ------------- | ------ | ---- |
| 1        | 1         | Miglė Marozaitė      | Lituania      | 11.773 | Q    |
| 1        | 2         | Veronika Jaborníková | Rep. Ceca     |        |      |
| 2        | 1         | Miriam Vece          | Italia        | 11.873 | Q    |
| 2        | 2         | Elena Bissolati      | Italia        |        |      |
| 3        | 1         | Simona Krupeckaitė   | Lituania      | 11.856 | Q    |
| 3        | 2         | Helena Casas         | Spagna        |        |      |
| 4        | 1         | Sophie Capewell      | Gran Bretagna | 11.724 | Q    |
| 4        | 2         | Sara Kankovska       | Rep. Ceca     |        |      |
| 5        | 1         | Katy Marchant        | Gran Bretagna | 11.494 | Q    |
| 5        | 2         | Lyubov Basova        | Ucraina       |        |      |

### Quarti di finale
Le vincitrici di ogni batteria si qualificano per le semifinali
| Batteria | Posizione | Atleta             | Nazione       | Gara 1 | Gara 2 | Gara 3 | Note |
| -------- | --------- | ------------------ | ------------- | ------ | ------ | ------ | ---- |
| 1        | 1         | Dar'ja Šmelëva     | Russia        | 11.373 | 11.717 |        | Q    |
| 1        | 2         | Katy Marchant      | Gran Bretagna |        |        |        |      |
| 2        | 1         | Olena Starikova    | Ucraina       | 11.389 | 11.430 |        | Q    |
| 2        | 2         | Sophie Capewell    | Gran Bretagna |        |        |        |      |
| 3        | 1         | Anastasia Voynova  | Russia        | 11.121 | 11.454 |        | Q    |
| 3        | 2         | Simona Krupeckaitė | Lituania      |        |        |        |      |
| 4        | 1         | Migle Marozaite    | Lituania      |        | 11.443 | 11.407 | Q    |
| 4        | 2         | Miriam Vece        | Italia        | 11.322 |        |        |      |

### Semifinali
Le vincitrici di ogni batteria si qualificano alla finale per l'oro, le altre accedono alla finale per il bronzo
| Batteria | Posizione | Atleta            | Nazione  | Gara 1 | Gara 2 | Gara 3 | Note |
| -------- | --------- | ----------------- | -------- | ------ | ------ | ------ | ---- |
| 1        | 1         | Dar'ja Šmelëva    | Russia   | 11.664 | 11.683 |        | Q    |
| 1        | 2         | Migle Marozaite   | Lituania |        |        |        |      |
| 2        | 1         | Anastasia Voynova | Russia   | 11.330 | 11.252 |        | Q    |
| 2        | 2         | Olena Starikova   | Ucraina  |        |        |        |      |

### Finali
| Posizione            | Atleta            | Nazione  | Gara 1 | Gara 2 | Gara 3 |
| -------------------- | ----------------- | -------- | ------ | ------ | ------ |
| Finale per l'oro     |                   |          |        |        |        |
| 1                    | Anastasia Voynova | Russia   |        | 10.986 | 11.157 |
| 2                    | Dar'ja Šmelëva    | Russia   | 11.388 |        |        |
| Finale per il bronzo |                   |          |        |        |        |
| 3                    | Olena Starikova   | Ucraina  | 11.291 | 11.462 |        |
| 4                    | Migle Marozaite   | Lituania |        |        |        |